# Río Baker
Río Baker je peta po veličini rijeka u Čileu. Karakteristična je po tirkizno-plavoj boji zbog ledeni sedimenata pohranjenih u njoj.

## Tijek
Rijeka izvire iz jezera Bertrand u čileanskoj Patagoniji i teče 170 km sjevernim dijelom Patagonije prema zapadu te se ulijeva u Tihi ocean u blizini grada Caleta Tortel. Delta rijeke ima dva rukavca od kojih je sjeverni plovan. Većinom svog toka nalazi se u regiji Aisén. S površinom porječja od 26.726 km² druga je po veličini u zemlji nakon rijeka Loe. Najveća je čileanska rijeka prema količini vode.

## Pritoke
- Nef
- Chacabuco
- Del Salto
- Colonia
- De los Ñadis
- Ventisquero
- Vargas

## Vanjske poveznice
- The Santiago Times  Arhivirana inačica izvorne stranice od 28. rujna 2007. (Wayback Machine)